# Prophet, Seher und Offenbarer
Prophet, Seher und Offenbarer (englisch Prophet, seer, and revelator) ist ein kirchlicher Titel in der Hierarchie der Kirche Jesu Christi der Heiligen der Letzten Tage. Er wird verwendet für den Präsidenten der Kirche und seine Berater in der Ersten Präsidentschaft (First Presidency), bei der es sich um das höchste Gremium innerhalb der Führungsstruktur der Kirche handelt, sowie für die Mitglieder des Kollegiums der Zwölf Apostel (Quorum of the Twelve Apostles). Die Zuerkennung des Titels wird für alle betreffenden Personen einschließlich des Präsidenten regelmäßig durch die Mitglieder der Kirche bestätigt. Diese beruft sich dabei auf Am 3,7 , 2 Chr 20,20  und Eph 2,19 , um die Institution eines Propheten zu rechtfertigen.
Die Bezeichnung „Prophet, Seher und Offenbarer“ beinhaltet für die Träger des Titels im Verständnis der Kirche die Rolle eines Propheten im Sinne des Lehrens des bekannten Wissens, eines Sehers im Sinne des Erkennens von verborgenem Wissen und eines Offenbarers im Sinne des Verkündens von neuem Wissen. Der Titel geht zurück auf Offenbarungen von Joseph Smith, dem Stifter des Mormonentums und Gründer der Kirche Jesu Christi der Heiligen der Letzten Tage. Im Jahr 1836, ein Jahr nach der Einrichtung des Kollegiums der Zwölf Apostel, legte er fest, dass die Mitglieder des Kollegiums und der Ersten Präsidentschaft durch die Kirche als Propheten, Seher und Offenbarer anzusehen seien.
Die Inhaber des gegenwärtig nicht mehr bestehenden Amtes des Assistenten des Präsidenten, das von Joseph Smith geschaffen und in der Geschichte der Kirche an insgesamt drei Personen einschließlich seines Bruders Hyrum Smith vergeben wurde, waren ebenfalls Träger des Titels eines Propheten, Sehers und Offenbarers. Für die Position des präsidierenden Patriarchen innerhalb des Priestertums der Kirche wurde der Titel bis 1979 verwendet. Umgangssprachlich wird die Bezeichnung zu „Prophet“ abgekürzt und teilweise auch die Erste Präsidentschaft unter Ausschluss der übrigen als „die Propheten“, oder auch der Kirchenpräsident allein als „der Prophet“ bezeichnet.